# Geschichte Sachsen-Anhalts

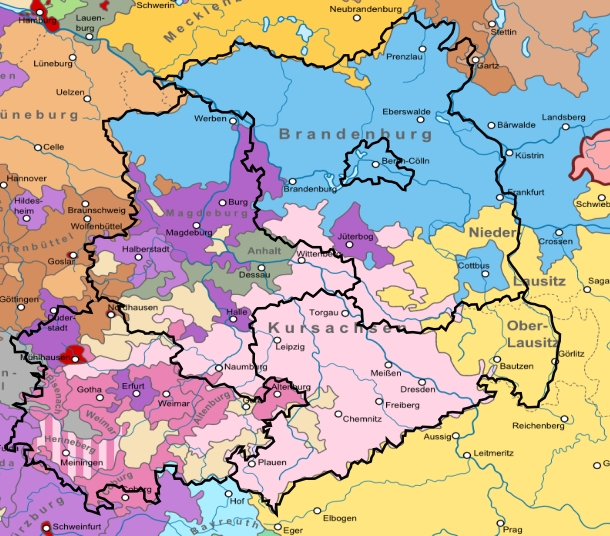
Ehemalige Territorien innerhalb des heutigen Sachsen-Anhalts um 1618

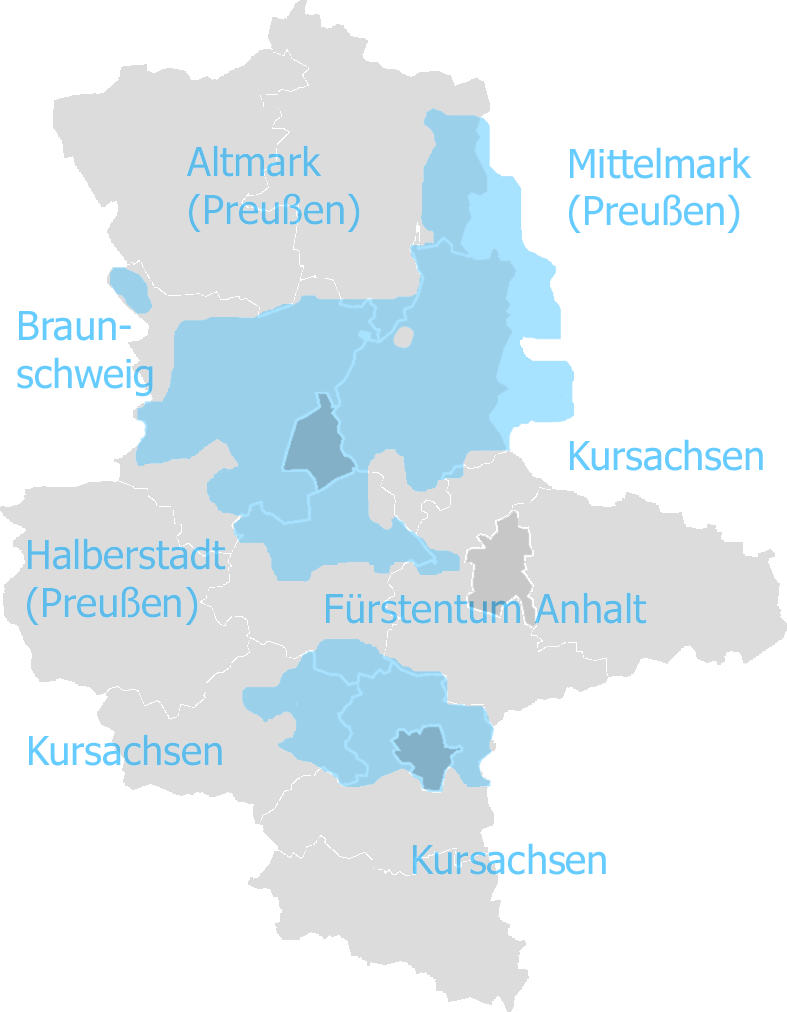
Herzogtum Magdeburg im 19. Jahrhundert (hellblau) und benachbarte Gebiete

Die Geschichte Sachsen-Anhalts umfasst die Entwicklungen auf dem Gebiet des deutschen Landes Sachsen-Anhalt von der Urgeschichte bis zur Gegenwart. Die Geschichte Sachsen-Anhalts im engeren Sinne begann 1947 nach der Auflösung des Freistaats Preußen. Die wichtigsten Vorgänger des Landes Sachsen-Anhalt waren die preußische Provinz Sachsen und der Freistaat Anhalt.

## Vorherige Territorien

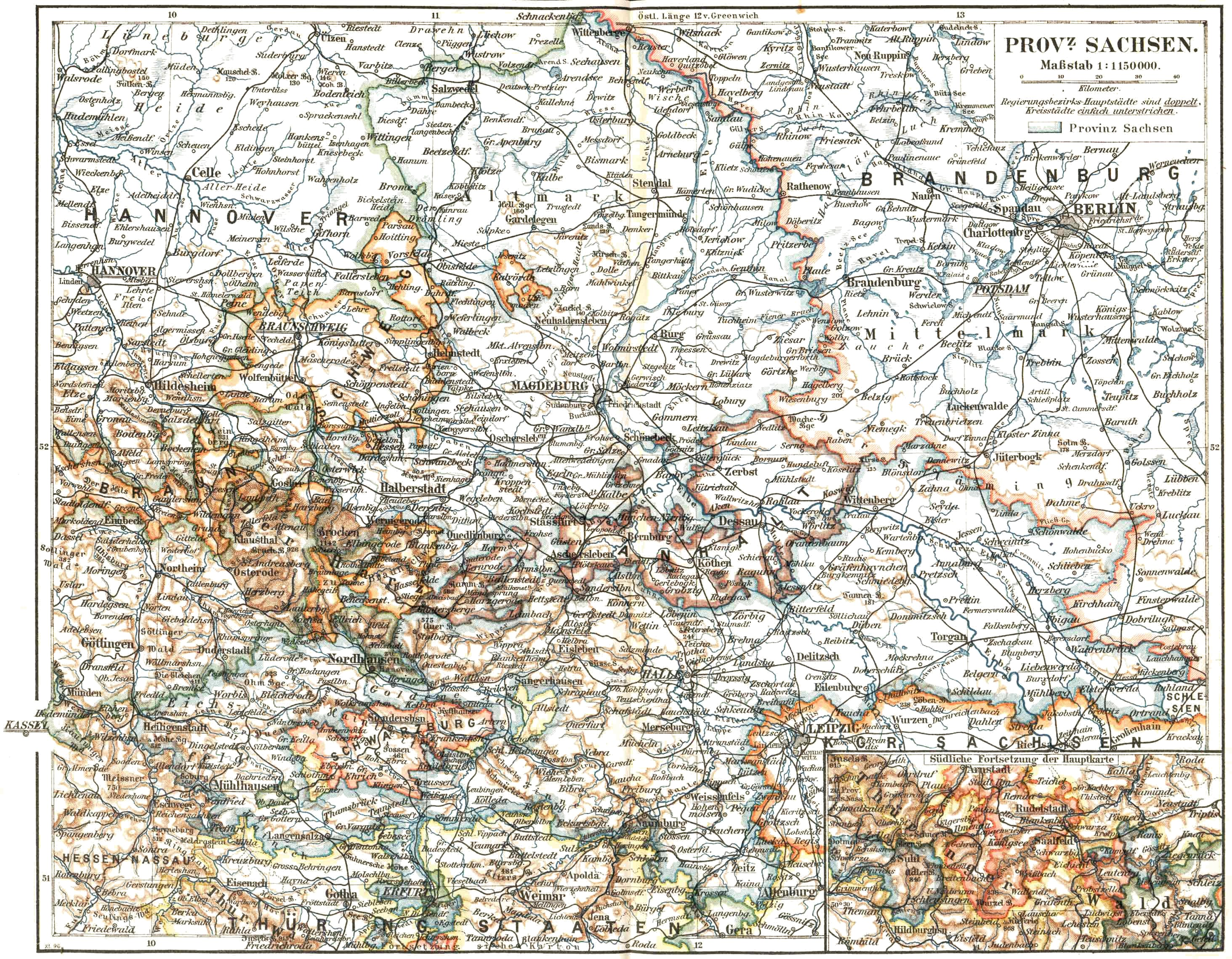
Die preußische Provinz Sachsen und das Herzogtum Anhalt (später Freistaat Anhalt) in ihren Grenzen bis 1945

In der Mitte des heutigen Territoriums Sachsen-Anhalts lag das im Frieden von Prag 1635 dem Kurfürsten von Sachsen versprochene Erzstift Magdeburg, das im Zuge der Reformation säkularisiert worden war. Dieses „weltliche“ Herzogtum Magdeburg und das benachbarte Hochstift Halberstadt kamen dann aber 1680 nach dem Ableben des letzten Administrators entsprechend den Festlegungen des Westfälischen Friedens an das Kurhaus Brandenburg, wodurch dessen Besitztum in der Altmark vorteilhaft abgerundet und bis an die untere Saale (Halle) ausgedehnt wurde. Nach den Freiheitskriegen konnte Preußen im Wiener Kongress mit der Teilung des Königreiches Sachsen dann mehr als die Hälfte des Königreichs Sachsen in Besitz nehmen, nämlich die Gebiete des ehemaligen Kurkreises, des Thüringischen Kreises sowie des Neustädter Kreises, die Stifte Merseburg und Naumburg-Zeitz, sowie die Grafschaften Mansfeld, Barby und Wernigerode, das Fürstentum Querfurt und den albertinischen, ehemals kursächsischen Anteil an der Grafschaft Henneberg. Bei der Neuordnung des nun wesentlich größeren Staates wurden diese Neuerwerbungen und die bereits seit 1802 preußisch gewesenen Gebiete (Erfurt, das Eichsfeld, die ehemaligen Reichsstädte Mühlhausen und Nordhausen) in einer Provinz Sachsen zusammengefasst. Der König von Preußen nannte sich fortan in seinem „Großen Titel“ sowohl „Herzog zu Sachsen“ und „zu Magdeburg“ als auch „Landgraf zu Thüringen“. Die Provinz Sachsen war zum Wiener Kongress gemeinsam mit den anderen von Sachsen abgeteilten Gebieten, die durch Preußen aber den bestehenden Provinzen Brandenburg und Schlesien zuordnete, insgesamt in den Rang eines Herzogtums erhoben worden. Die „alt- und neu-preußischen“ Gebiete wurden durch die ihrerseits vielfach zerteilten drei anhaltischen Herzogtümer getrennt. Bei der Einrichtung der Regierungsbezirke wurden diese zunächst nicht nach den Hauptorten benannt, sondern es gab die Bezirke der Regierungen von Thüringen (Erfurt), von Sachsen (Merseburg) und von Niedersachsen (Magdeburg).
Im Juli 1944 wurde die Provinz Sachsen aufgelöst. Aus den Regierungsbezirken Magdeburg und Merseburg entstanden die Provinz Magdeburg und die Provinz Halle-Merseburg, während der Regierungsbezirk Erfurt dem Reichsstatthalter für Thüringen unterstellt wurde.

## Sowjetische Besatzungszone und Deutsche Demokratische Republik (1945–1990)

### Gründung Sachsen-Anhalts

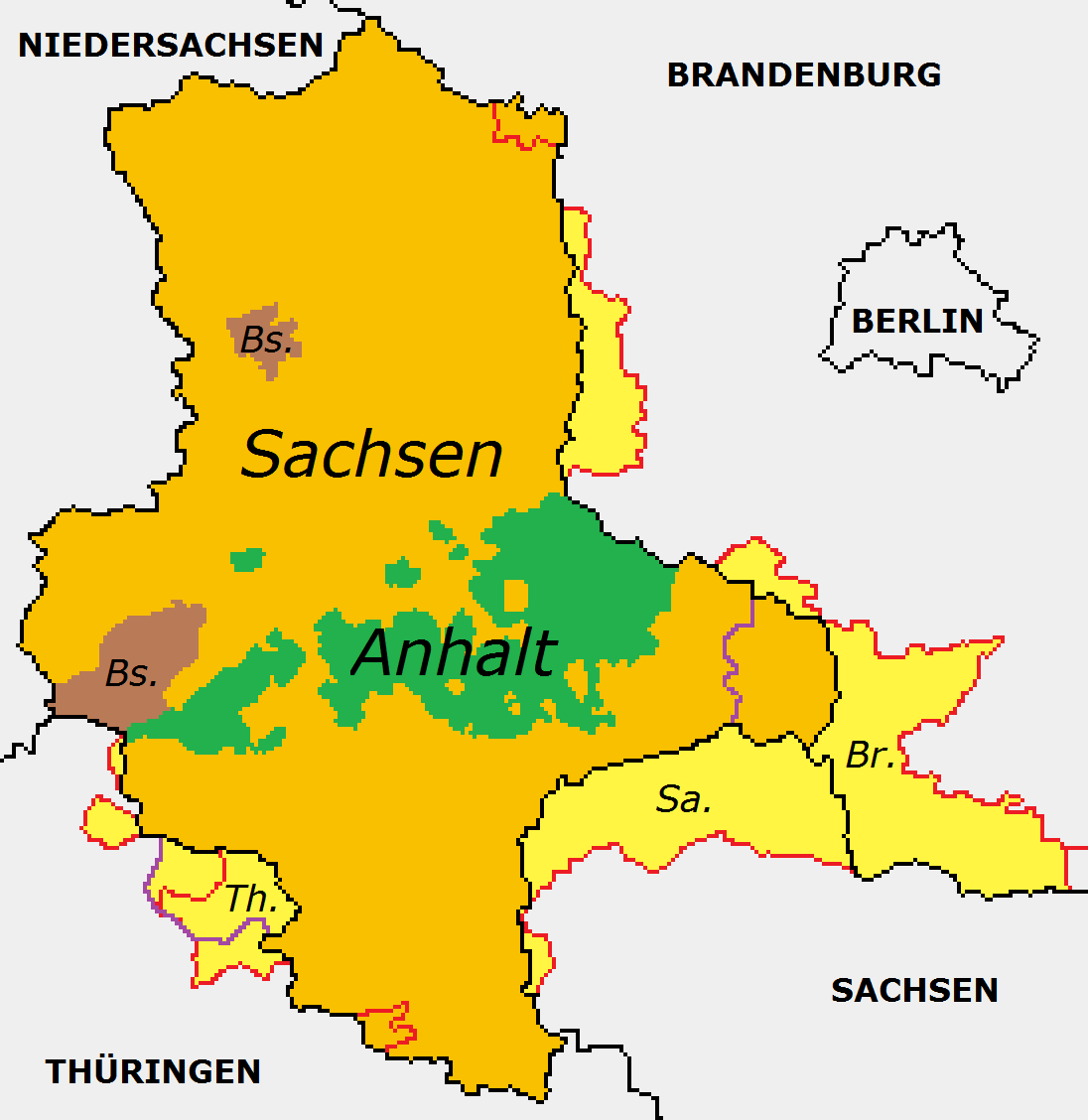
In rot sind die Grenzen des DDR-Landes Sachsen-Anhalt von 1947 bis 1952 zu sehen, in pink die Außengrenzen der DDR-Bezirke Halle und Magdeburg und in schwarz die heutigen Grenzen von Sachsen-Anhalt. Der Landesteil Sachsen ist gelb gekennzeichnet, der Landesteil Anhalt grün.

Dieses Gebiet war am Ende des Zweiten Weltkrieges sowohl von US-amerikanischen als auch von sowjetischen Truppen besetzt. Die Amerikaner setzten bereits im Mai den späteren Ministerpräsidenten Erhard Hübener als Landeshauptmann ein. Die US-Truppen zogen sich jedoch auf Grund der alliierten Vereinbarungen von Jalta Ende Juni 1945 zurück. Im Juli 1945 wurden die beiden Provinzen, ferner der Freistaat Anhalt (um Dessau), die braunschweigische Enklave Calvörde und der östliche Teil des Landkreises Blankenburg sowie die thüringische Enklave Allstedt von der Sowjetischen Militäradministration (SMAD) zur neuen Provinz Sachsen vereinigt und Hübener zum Provinzpräsidenten ernannt. Der Name der Provinz wurde noch am Tage der ersten freien Landtagswahl am 20. Oktober 1946 in Sachsen-Anhalt geändert. Die Wahl des Landtags brachte eine christdemokratisch-liberale Mehrheit hervor, ein Einzelfall in der Sowjetischen Besatzungszone und es wurde die Allparteienregierung Kabinett Hübener II gebildet. Als am 10. Januar 1947 die erste Landesverfassung in Kraft trat, galt die Provinz auf sowjetische Anordnung rechtlich als Land. Am 25. Februar wurde zudem Preußen aufgelöst, zu dem das Gebiet bislang gehörte. Landeshauptstadt wurde Halle, da Magdeburg zu dieser Zeit wegen der starken Kriegszerstörungen die Funktion als Hauptstadt nicht wahrnehmen konnte. Das Land hatte eine Größe von 24.576 Quadratkilometern.
In den folgenden Monaten kam es wiederholt zu kleineren Konflikten zwischen Hübener und der Militärverwaltung. So trotzte der Ministerpräsident den Sowjets die Teilnahme der Länderchefs aus der SBZ an der Münchener Ministerpräsidentenkonferenz mit einer Rücktrittsdrohung ab. 1948 kam es zu einer schweren Krise, als mehrere Minister der Landesregierung verhaftet wurden. Erhard Hübener trat aus Protest gegen dieses Vorgehen der Militärverwaltung und gegen die Enteignung von Großbauern zunächst als Justizminister zurück. Im Januar 1949 kündigte er auch seinen Rücktritt als Ministerpräsident zum Ende der Wahlperiode an, offiziell aus Altersgründen.
Zwischen 1945 und 1950 wurde in Sachsen-Anhalt als Teil der Sowjetischen Besatzungszone die Bodenreform durchgeführt. Dabei wurden insgesamt 3.146 Betriebe enteignet und 719.777 Hektar Nutzfläche neu verteilt, wobei etwa zwei Drittel an Einzeleigentümer und ein Drittel an Körperschaften übertragen wurde. Darüber hinaus zog die Landesregierung 2.259 Schlösser und Herrenhäuser ein.

### Zwischenzeitliche Auflösung
1952 wurde im Rahmen der Verwaltungsreform in der DDR das Land de facto aufgelöst (entsprechender Landtagsbeschluss am 23. Juni, de jure bestand es noch einige Jahre weiter) und zum größten Teil in die zwei Bezirke Halle und Magdeburg aufgeteilt. Die östlichen Kreise Herzberg und Liebenwerda kamen zum Bezirk Cottbus, Teile des Kreises Torgau sowie der Kreis Delitzsch kamen in den Bezirk Leipzig. Dabei geschahen Grenzbereinigungen, bei denen einzelne Städte und Gemeinden von den Nachbarkreisen eingegliedert oder zu ihnen ausgegliedert wurden, wodurch sich die Bezirksgrenzen gegenüber den ehemaligen Landesgrenzen verschoben.

## Sachsen-Anhalt nach der Deutschen Wiedervereinigung (seit 1990)
Am 3. Oktober 1990 erfolgte mit der deutschen Wiedervereinigung die Neubildung des Landes Sachsen-Anhalt mit den ehemaligen Bezirksterritorien Halle und Magdeburg. Die Bewohner des Landkreises Artern (Bezirk Halle) stimmten im Sommer 1990 bei einer Bürgerbefragung für Thüringen, im Landkreis Jessen (Bezirk Cottbus) votierten sie für Sachsen-Anhalt. Vor der Auflösung Sachsen-Anhalts 1952 war Halle Landeshauptstadt, weil es am wenigsten zerstört war. Deshalb erhob Halle nach der Wende den Anspruch, wieder Landeshauptstadt zu werden. Allerdings war Magdeburg zu DDR-Zeiten viel bedeutsamer durch die Großbetriebe des Schwermaschinen- und Anlagenbaus und wollte auch Landeshauptstadt werden. Es folgten langwierige und hitzige Debatten. Am Ende fiel die Entscheidung für Magdeburg, nicht zuletzt weil man Dessau ein eigenes Regierungspräsidium versprach, wenn es für Magdeburg und gegen Halle stimmt. Am 14. Oktober 1990 wurde erstmals ein Landtag gewählt.
Erster Ministerpräsident wurde Gerd Gies von der CDU, der eine Koalition mit der FDP bildete, die – womöglich auf die Hallenser Vergangenheit des Bundesaußenministers Hans-Dietrich Genschers zurückzuführen – ihr bestes Ergebnis in den neuen Bundesländern erzielen konnte. Die erste Legislaturperiode war von zwei politischen Affären erschüttert. Nach knapp acht Monaten im Amt traten Gerd Gies und sein Kabinett zurück, als Vorwürfe laut wurden, der Ministerpräsident habe Abgeordnete mit Stasi-Vorwürfen gedrängt, zurückzutreten, um selbst ein Mandat zu erhalten. Er wurde am 4. Juli 1991 abgelöst von Werner Münch. Dieser trat wiederum am 28. November 1993 wegen einer Gehälteraffäre zurück und wurde von Christoph Bergner ersetzt.
Darüber hinaus war Sachsen-Anhalt auch Schauplatz zweier die Nachwendezeit prägender Ereignisse, die deutschlandweit für Aufsehen sorgten: Bei einem Besuch des Bundeskanzlers Helmut Kohl am 10. Mai 1991 kam es zum Eierwurf von Halle und am 12. Mai 1994 kam es bei den Himmelfahrtskrawallen zu rassistischen Übergriffen in der Magdeburger Innenstadt.
Zum 1. Juli 1994 wurde im Zuge der ersten großen Kreisgebietsreform die Anzahl der Landkreise von 37 auf 21 reduziert.

Bei der Landtagswahl 1994 mussten die Regierungsparteien CDU und FDP herbe Verluste hinnehmen. Der hohe Stimmenanteil der PDS erschwerte allerdings eine Regierungsbildung. Letztlich wurde Reinhard Höppner neuer Ministerpräsident einer rot-grünen Minderheitsregierung (und damit der vierte Regierungschef in vier Jahren), die von der PDS toleriert wurde. Dieses so genannte Magdeburger Modell sorgte deutschlandweit für Aufsehen. Höppner führte dieses Modell bis 2002 fort, nach der Landtagswahl 1998 allerdings ohne Bündnis 90/Die Grünen. Als Ministerpräsident regierte Höppner das Land in einer Zeit großer wirtschaftlicher und arbeitsmarktpolitischer Umstrukturierungen. So hatte Sachsen-Anhalt die höchste Arbeitslosenquote aller deutschen Länder zu verkraften. Zudem war es 1998 der rechtsextremen DVU gelungen, in den Landtag einzuziehen. Jedoch zerbrach diese Fraktion bald an internen Streitigkeiten und wurde 2002 nicht wieder in den Landtag gewählt. 

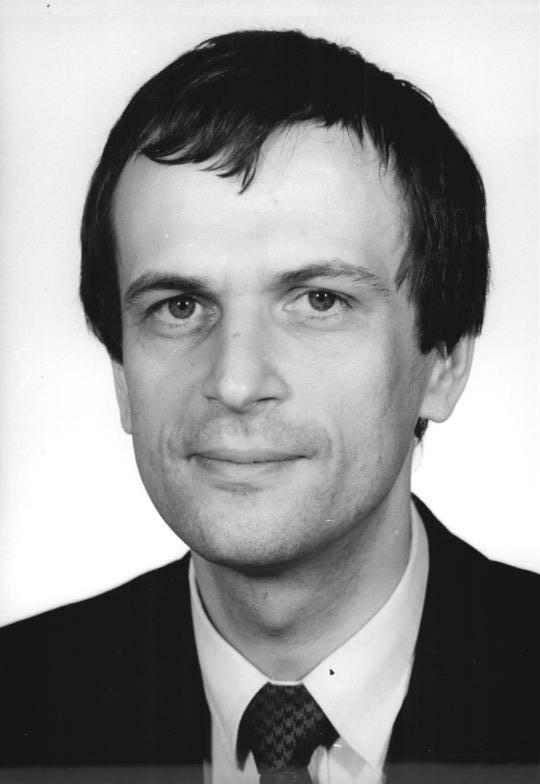
Reinhard Höppner, Ministerpräsident Sachsen-Anhalts von 1994 bis 2002

Die anhaltende wirtschaftliche Krise führte bei den Wahlen im Jahr 2002 zu einem erneuten Regierungswechsel. Die CDU eroberte den Ministerpräsidenten-Posten zurück und hat ihn seither nicht abgegeben. Zunächst wurde unter Ministerpräsident Wolfgang Böhmer die zweite schwarz-gelbe Koalition in Sachsen-Anhalt gebildet. Gemäß der Königsteiner Vereinbarung übernahm Sachsen-Anhalt zwischen dem 1. November 2002 und dem 31. Oktober 2003 zum ersten Mal die Präsidentschaft im Bundesrat und war Gastgeber der Einheitsfeier im Jahr 2003, welche in Magdeburg stattfand.
Ab 2006 regierte Böhmer in einer Großen Koalition mit der SPD, die sein Nachfolger Reiner Haseloff bis 2016 fortsetzte.
Seit der Kreisreform Sachsen-Anhalt 2007 besteht das Land aus drei kreisfreien Städten und elf Landkreisen.
Bei den Landtagswahlen 2016 zog die AfD mit mehr als 24 Prozent in den Landtag ein. CDU und SPD hatten fortan keine Mehrheit mehr und benötigte einen dritten Koalitionspartner. So wurde mit den Grünen die deutschlandweit erste Kenia-Koalition gebildet.
Am 9. Oktober 2019 kam es zum Anschlag in Halle. Ein Attentäter hatte versucht, die Synagoge in Halle zu stürmen und die anwesenden Personen zu töten. Dies gelang ihm nicht, jedoch erschoss er eine Passantin und den Gast eines Kebab-Ladens.
Ende 2020 kam es anlässlich der Erhöhung des Rundfunkbeitrags zu Differenzen zwischen den Kenia-Koalitionären, aber auch innerhalb der CDU. Haseloff entließ Innenminister Holger Stahlknecht und setzte eine Abstimmung über die Erhöhung aus, womit Sachsen-Anhalt als einziges Land nicht zustimmte. Nach der Landtagswahl 2021 wurden die Grünen durch die FDP ersetzt – eine so bezeichnete Deutschland-Koalition hatte es in der Bundesrepublik auf Landesebene zuletzt 1959 im Saarland gegeben.
Seit 2021 ist Haseloff der bisher am längsten amtierende Ministerpräsident Sachsen-Anhalts. Vom 1. November 2020 bis zum 31. Oktober 2021 übernahm er für Sachsen-Anhalt zum zweiten Mal die Präsidentschaft des Bundesrates. Die Einheitsfeier 2021 fand in Halle statt und damit zum ersten Mal nicht in der jeweiligen Landeshauptstadt.

## Ministerpräsidenten des Landes Sachsen-Anhalt
| Name                                                          | Partei | Amtsantritt      | Ende der Amtszeit |
| ------------------------------------------------------------- | ------ | ---------------- | ----------------- |
| SBZ und DDR                                                   |        |                  |                   |
| Erhard Hübener                                                | LDPD   | 3. Dezember 1946 | 13. August 1949   |
| Werner Bruschke                                               | SED    | 13. August 1949  | 23. Juli 1952     |
| Zwischen 1952 und 1990 war das Land Sachsen-Anhalt aufgelöst. |        |                  |                   |
| seit 1990                                                     |        |                  |                   |
| Gerd Gies                                                     | CDU    | 28. Oktober 1990 | 4. Juli 1991      |
| Werner Münch                                                  | CDU    | 4. Juli 1991     | 28. November 1993 |
| Christoph Bergner                                             | CDU    | 2. Dezember 1993 | 21. Juli 1994     |
| Reinhard Höppner                                              | SPD    | 21. Juli 1994    | 16. Mai 2002      |
| Wolfgang Böhmer                                               | CDU    | 16. Mai 2002     | 19. April 2011    |
| Reiner Haseloff                                               | CDU    | 19. April 2011   | im Amt            |